# 藤井恒久
藤井 恒久（ふじい つねひさ、1969年7月22日 - ）は、日本テレビの社員（コンテンツ戦略局宣伝部）、元アナウンサー。
同姓のアナウンサーである藤井貴彦との血縁関係はない。

## 来歴・人物
宮城県仙台市生まれ。家族の仕事の都合で、福岡県北九州市、石川県金沢市、大阪府堺市、香川県高松市、神奈川県横浜市などに転居していたという。
大阪府立三国丘高等学校、慶應義塾大学経済学部卒業。中学・高校時代は、ソフトテニスの国体強化選手。東京大学の受験に失敗している。高校の4年後輩には、日本テレビアナウンサーの森富美がいる。
1993年4月に日本テレビ入社（同期は山王丸和恵、角田久美子）。
入社三か月後には『TVおじゃマンボウ』へ出演するなど、バラエティ番組や情報番組を担当。おじゃマンボウ出演時は司会の中山秀征から頻繁に弄られ、自身もおバカアナを自称していた。
2020年9月末でアナウンス部を離れ、編成局宣伝部へ異動。『ヒルナンデス!』の「格安コーデバトル」の進行は同年10月20日放送分をもって卒業。自身の最終回は、番組の途中から植松晃士がコーディネートした衣装を着用している。

## エピソード
- アナウンサー時代は、相撲班のチーフを務めた。自称『孤高のチーフ』。石川県に在住していたころ地元の相撲少年スポーツ団に所属し、アマチュア4級を取得。当時の後輩に出島がいた。
- 既婚、娘が2人いる。
- 両親とそれぞれの祖父母が愛媛県出身。元プロ野球選手の藤井秀悟は、はとこの関係（父方の祖父同士が兄弟）。
- みやぎ絆大使[注 7]。

### アンパンマン関連
アニメ『それいけ!アンパンマン』（日本テレビ製作）の劇場版『勇気の花がひらくとき』（1999年）にて「こてつちゃん」役で出演。そのときの演技が原作者・やなせたかしの目に留まり、劇場版本編や同時上映作品へ毎年ゲスト声優として出演している。また試写会・公開初日舞台挨拶の司会進行役も務める。

### 笑点関連
『笑点』にて不定期放送する「アナウンサー大喜利」への出演をきっかけに、同コーナーで座布団運びを担っていた林家こん平と懇意になる。藤井はこん平を「心の師」と仰ぎ、こん平も弟子ではない子分として扱った。笑点40周年記念本では、「アナウンサーにしておくには惜しい人材」というこん平の発言がある。ほぼ毎回こん平をおだてるネタを披露し、こん平は司会者の指示がなくとも座布団を藤井の足元へ丁寧に敷いたあとお互いに握手するのが恒例となった。藤井が挨拶する際は、必ずこん平の持ちネタである「チャラ～ン」を披露することから、名前の一部を取って「チャラン久」（シャ乱Qの駄洒落）と呼ばれたその後も、多発性硬化症治療のためリハビリ生活を送るこん平の寛解祈願と、こん平のことを忘れないでほしいという思いで「チャラーン」を続けていた（みのもんた休暇時の代役として『午後は○○おもいッきりテレビ』へ出演した際も、客席に「チャラ～ン」を披露した）。
2009年10月より同番組で開始した視覚障害者向けの副音声解説の第1回目を担当。BS日テレの兄弟番組『笑点デラックス』では番宣ナレーションを務めた。

## 出演

### 宣伝部時代
（2022年3月現在）
- 日テレ系音楽の祭典 ベストアーティスト
- 有働&水卜の知らなかった!2020
- 中居正広の3番勝負!

### アナウンサー時代
- ヒルナンデス! - 「格安!コーデバトルナンデス!」「5分で美人に大変身ナンデス!」MC
- スポーツ中継（大相撲最強決定戦、K-1、柔道）[注 9]
  - ボウリング革命 P★League（実況、レポーター 2015年 - ）
- 笑点「アナウンサー大喜利」レギュラー / 副音声による解説放送のナレーション（2009年10月 - 、不定期）[注 10]
- バゲット（2018年10月1日 - 2020年9月28日）月曜レギュラー
- AKBINGO!（主にコーナー進行役・ドッキリ仕掛け人で出演）
- 年末年始のNNNニュース&スポーツのスポーツ担当
- TVおじゃマンボウ[注 11]
- 汐留スタイル
- ジパングあさ6[注 12]
- ズームイン!!朝!
- 新装開店!SHOW by ショーバイ!!「クイズいくらでやるの?」[注 13]
- アムロ今田きっとNo.1 - 安室奈美恵、今田耕司とともに司会を担当[注 14]
- ザ!情報ツウ
- 峰竜太のホンの昼メシ前[注 15]
- 独占!!スポーツ情報（1998年10月 - 2000年3月）[注 16]
- THE独占サンデー
- 所さんの日本ジツワ銀行
- ぐるぐるナインティナイン[注 17]
- とんねるずの生でダラダラいかせて!!
- ウンナン世界征服宣言[注 18]
- 投稿!特ホウ王国
- ザ・ワイド「NEWS人物ワイド」→「ワイドニュース特捜部」[注 19]
- おもいッきりイイ!!テレビ「全国デパ地下 おなかグーグーグルメ」「アンタ邪魔だよッ!(--〆)ランチいきなり中継」
- ものまねバトル大賞
- スッキリ!!「家財スッキリ!!相談所」コーナー（所長・イジリー岡田の秘書役）。のちに森圭介の代打も務めた。
- 新どっちの料理ショー（東野厨房・オレンジキッチン担当）
- 新ニッポン探検隊（2007年10月～2010年3月）
- ひるザイル
- 世界まる見え!DX特別版
- ズームイン!!サタデー
- ザ!鉄腕!DASH!!（提供読み、〜2020年9月）

#### テレビドラマ
- あぶない刑事フォーエヴァー TVスペシャル'98（1998年8月28日） - リポーター 役
- 金田一少年の事件簿 魔術列車殺人事件（2001年3月25日） - マジック番組の司会者役
- 松本清張ドラマスペシャル・黒の回廊（2004年3月23日） - リポーター 役
- 35歳の高校生 最終話（2013年6月22日） - 情報番組『朝イチ!』のMC 役（本人役）
- さよならドビュッシー 〜ピアニスト探偵 岬洋介〜（2016年3月18日）

#### テレビアニメ
- 名探偵コナン「おじゃマンボウ殺人事件」（1997年4月28日） - 藤井恒久 役

## 出演映画

### 劇場アニメ
※声の出演
- ルパン三世 くたばれ!ノストラダムス（1995年） - SP 役
- それいけ!アンパンマン 勇気の花がひらくとき（1999年7月24日） - こてっちゃん 役
- それいけ!アンパンマン アンパンマンとたのしい仲間たち（1999年7月24日） - マイクマン 役
- それいけ!アンパンマン 人魚姫のなみだ（2000年7月29日） - こじゃマンボウ 役
- それいけ!アンパンマン ゴミラの星（2001年7月14日） - フジイロコウモリ 役
- それいけ!アンパンマン 鉄火のマキちゃんと金のかまめしどん（2002年7月13日） - キノコ村長 役
- それいけ!アンパンマン 怪傑ナガネギマンとドレミ姫（2003年7月12日） - バッハッハ 役
- それいけ!アンパンマン つきことしらたま〜ときめきダンシング〜（2004年7月17日） - バッハッハ 役
- それいけ!アンパンマン くろゆき姫とモテモテばいきんまん（2005年7月16日） - マックロマン 役
- それいけ!アンパンマン コキンちゃんとあおいなみだ（2006年7月15日） - フラワーマン、ブラックバードン、ブラックバードンのヒナ 役
- それいけ!アンパンマン ホラーマンとホラ・ホラコ（2007年7月14日） - ホラ貝伯爵、アングリラ 役
- それいけ!アンパンマン 妖精リンリンのひみつ（2008年7月12日） - バッハッハ 役
- それいけ!アンパンマン だだんだんとふたごの星（2009年7月4日） - こてつちゃん 役
- それいけ!アンパンマン はしれ!わくわくアンパンマングランプリ（2010年7月10日） - ミスター・マイクマン 役
- それいけ!アンパンマン すくえ! ココリンと奇跡の星（2011年7月2日） - 評議委員長 役
- それいけ!アンパンマン リズムでてあそび アンパンマンとふしぎなパラソル（2012年7月7日） - パラソルこぞう 役
- それいけ!アンパンマン とばせ! 希望のハンカチ（2013年7月6日） - ゴロンゴロ 役
- それいけ!アンパンマン りんごぼうやとみんなの願い（2014年7月5日） - アップルランドの住人A 役
- それいけ!アンパンマン リズムでうたおう! アンパンマン夏まつり（2015年7月4日） - ミスター・マイクマン 役
- それいけ!アンパンマン おもちゃの星のナンダとルンダ（2016年7月2日） - たぬき 役
- それいけ!アンパンマン ブルブルの宝探し大冒険!（2017年7月1日） - たいがいに城 役
- それいけ!アンパンマン かがやけ!クルンといのちの星（2018年6月30日） - 街の人 役
- それいけ!アンパンマン きらめけ!アイスの国のバニラ姫（2019年6月28日） - かびるんるん 役